# Neprijateljski logor
Neprijateljski logor je 691. redovna epizoda Zagora objavljena u Srbiji u svesci #223. u izdanju Veselog četvrtka. Na kioscima u Srbiji se pojavila 6. marta 2025. god. Koštala je 450 din (3,84 €; 4,1 $). Imala je 94 strane. Ovo je 3. nastavak epizode koja je započela u #221.

## Originalna epizoda
Originalna sveska pod nazivom Campo nemico objavljena je premijerno u #691. regularne edicije Zagora u izdanju Bonelija u Italiji 1.2.2023. Epizodu je nacrtao Olivio Gramakioni, scenario napisao Moreno Buratini. Naslovnu stranu je nacrtao Alesandro Pičineli. Cena sveske na evropskom tržištu iznosila je 4,9 €.

## Kratak sadržaj
Rohas se borio sa napadačima, ali su pripadnici Crne legije pobili sve stanovnike indijanskog sela i spalili ga. Na kraju Rohas otkriva da je i njegova žena Ariana, koja je nosila njihovo dete, ubijena. Krene za legionarima i uspeva da ih sustigne. Nakon duge i teške borbe ubija pukovnika Samerskela i osveti svoju ženu. Bez Samerskela, Crna legija se nije dugo održala i povukla se iz Amerike u Kanadu. Rohas dugo nije čuo ništa o njima, sve dok se aktivnost Crne legije nije ponovo pokrenula pod komandom Bigsbija. Vratili su se u Ameriku kako bi pronašli Rohasa i osvetili se. Zagor kreće u njihov logor kako bi ispitao šta se dešava. Prisluškuje razgovor između Bigsbija i Dokertija u šatoru i saznaje da imaju još jedan cilj – da unište indijansko selo Crnih Nogu koje se nalazi na Hok Kriku, po nalogu jednog industrijalca. Međutim, stražar otkriva Zagora, koji biva uhvaćen, ali uspeva da se oslobodi i pobegne iz logora. Zagor se vraća u traperski logor i organizuje trapere i Indijance da se suprotstave Crnoj legiji, koja je krenula ka dolini. Traperi i Indijanaci zajedničkim snagama, pobeđuju, a preživele vojnike Crne legije odvode u vojno utvrđenje.

## Prethodna i naredna epizoda
Prethodna sveska Zagora u okviru redovne edicije nosila je naslov Crna legija  (#222), a naredna Banda ubica (#224).

## Fusnote
1. ↑  https://veselicetvrtak.com/izdanja/zagor/zagor-redovna-serija/zagor-222-crna-legija/
2. ↑  Spisak epizoda regularne edicije Zagora objavljenih u Veselom četvrtku mogu se pogledati ovde. Spisak svih edicija Zagora u Srbiji i bivšoj Jugoslaviji nalazi se ovde.
3. ↑   https://en.sergiobonelli.it/zagor/2022/12/02/comics/black-legion-1022526/ (Pristup 2.4.2025)